# موسی بیتاش
موسی بَی‌تاش خان (انگلیسی: Musa Baytash Khan) پنجمین فرمانروای دولت قراخانیان و دومین خاقان مسلمان این دودمان بود. در بن‌مایه‌ها، از او با نام‌های تونگا ایلیگ و ارسلان خان نیز یاد شده‌است.

## دورهٔ فرمانروایی
در دوران او، تاخت‌وتاز در برابر قوچو و خُتن انجام گرفت. او در نزدیکی کاشغر به گسترش سامانه‌های آبیاری و ترابری پرداخت و آموزشگاه، مسجد و کتابخانه‌ای پایه‌گذاری کرد.
به گزارش ابن اثیر، در سال ۹۶۰ میلادی، در دوران فرمانروایی موسی بی‌تاش خان، ۲۰۰٬۰۰۰ نفر از ترکان به اسلام گرویدند. در این زمینه، آیین‌گسترهایی از سرزمین سامانیان به نام‌های ابوالحسن سعید بن حاتم و ابوذَر عمار التمیمی جایگاه پررنگی داشتند.
در سال ۹۷۱ میلادی، ویسا سورا، پادشاه ختن، به دولت قراخانی تاخت و کاشغر را به‌گونه‌ای گذرا به چنگ آورد. در این کارزار، افزون بر زنان و کودکان، فیل‌هایی نیز دستاورد جنگی گرفته شدند که در جایگاه باج به چین فرستاده شدند. درست روشن نیست که پایان فرمانروایی موسی بی‌تاش خان چه زمانی بوده‌است.

## خانواده
یگانه پسر موسی بی‌تاش خان علی ارسلان خان نام داشت. دختر او، بوی مریم، در بشکرِم (نزدیکی کاشغر) خاکسپاری شده است و آرامگاه او یکی از جایگاه‌های گرامی برای مسلمانان در آن سرزمین به‌شمار می‌رود.

## بن‌مایه
1. ↑  لیو, ژیوژوان (1995). تاریخ اویغورها (به چینی). انتشارات علوم اجتماعی چین.
2. ↑  کمال‌اوغلو, ایلیاس (2018). تاریخ و تمدن اسلام - ۸: دولت‌های مسلمان ترک - ۱ (به ترکی استانبولی). Siyer Basim Yayin Dagitim.
3. ↑  بلر-هان, ایلدیکو (2016). موقعیت اویغورها میان چین و آسیای مرکزی (به انگلیسی). Routledge.